# Chiesa della Madonna del Carmine (Cerreto Sannita)
La chiesa della Madonna del Carmine è un edificio sacro sito nell'omonima contrada ubicata nel territorio comunale di Cerreto Sannita.

## Storia
L'attuale edificio sacro fu edificato tra il 1610 ed il 1614 da Gian Nicola Di Leone ampliando una preesistente cappella del XII o XIII secolo, avvalendosi dei muratori Giovan Battista Marchitto e Fabio De Luisi. Per la costruzione della chiesa furono utilizzate alcune pietre lisce da cui derivò il nome della zona: le "liscitelle". 
Poiché la devozione dei cerretesi alla Vergine del Carmelo era tanta, nel 1630 vi fu un ampliamento e le sue rendite furono aumentate grazie alla donazione di un terreno sito su monte Cigno. 
Il terremoto del 5 giugno 1688 provocò numerosi danni alla chiesa ma fu subito restaurata. 
Negli anni 1950, durante l'esplosione di un ammasso di pietre, alcune schegge rovinarono sul tetto dando così inizio all'abbandono della chiesa, recuperata nel 2003 grazie ad un apposito finanziamento.

## Descrizione

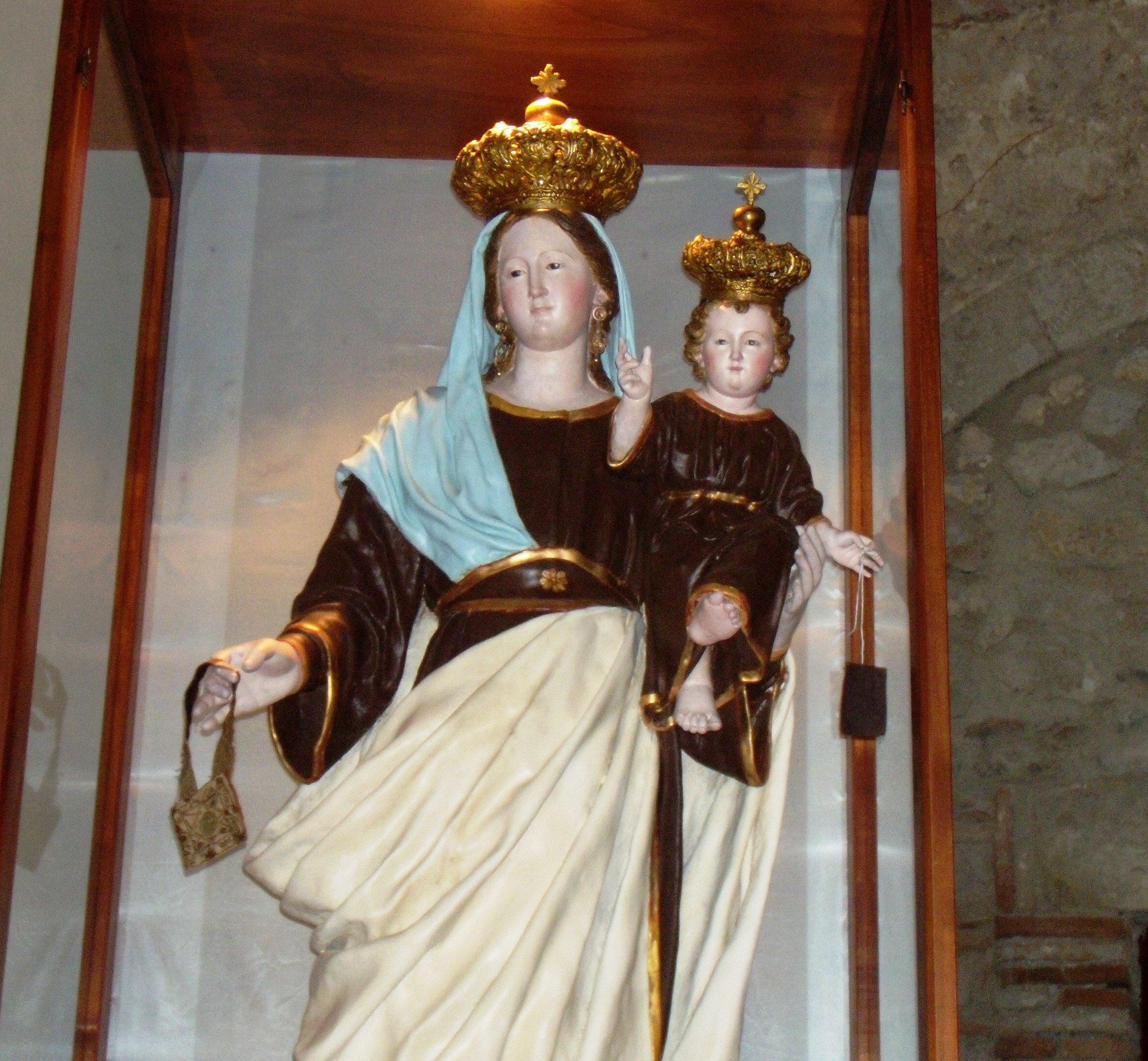
La statua della Madonna del Carmine, venerata il 16 luglio.

L'esterno, con pietre a vista, ha sull'architrave del portale delle incisioni con la scritta:
Sul portale vi è un'edicola in ceramica cerretese raffigurante la Vergine, di recente fattura. 
L'interno è ad un'unica navata, avente ancora un forte dislivello nonostante la creazione, nel corso degli anni, di un alto gradino davanti alla chiesa. Al termine un tempo si aprivano tre cappelle delle quali è restata solo la centrale mentre quella a sinistra è divenuta sacrestia e quella a destra è crollata a causa dell'erosione di un vicino torrente.
Sulla parete di fondo sono visibili diverse stratificazioni di affreschi mentre sparse nel pavimento sono site alcune pietre tombali con curiose iscrizioni.
Durante i lavori di restauro della chiesa, avvenuti nel 2003, è stata trovata una piastrella rinascimentale che il dottor Luigi Di Cosmo ha così descritto: «[…] la piastrella appare inquadrabile alla seconda metà del Quattrocento per la massiccia predominanza del blu "freddo" di tipica ispirazione iberica. I ceramisti locali furono influenzati dalle ceramiche iberiche che venivano importate per la committenza regia. Sono note, infatti, le importazioni di Azulejos valenzani, volute da Alfonso il Magnanimo per la costruzione di Castel Nuovo.» La piastrella, che si caratterizza per il motivo decorativo gotico-floreale (a "foglia accartocciata"), faceva parte molto probabilmente della pavimentazione di una sala di rappresentanza del castello medievale di Cerreto antica.